# Trichocyclus nullarbor
Trichocyclus nullarbor là một loài nhện trong họ Pholcidae. Loài này được phát hiện ở Tây Úc và Nam Úc.